# A Woofer in Tweeter's Clothing
A Woofer in Tweeter's Clothing är musikgruppen Sparks andra studioalbum. Det lanserades i februari 1973 på det mindre skivbolaget Bearsville Records. Skivan blev ingen kommersiell framgång, och liksom albumets enda singel "Girl from Germany" nådde det inte listplacering i USA eller Storbritannien. På senare nyutgåvor har albumet ofta givits ut tillsammans med gruppens debutskiva Sparks.

## Låtlista
1. "Girl From Germany" - 3:26
2. "Beaver O'Lindy" - 3:44
3. "Nothing is Sacred" - 5:31
4. "Here Comes Bob" - 2:09
5. "Moon Over Kentucky" - 4:08
6. "Do Re Mi" - 3:38
7. "Angus Desire" - 3:25
8. "Underground" - 2:59
9. "The Louvre" - 5:04
10. "Batteries Not Included" - 0:47
11. "Whippings and Apologies" - 5:05